# Taxithelium rotundatulum
Taxithelium rotundatulum är en bladmossart som beskrevs av Brotherus 1897. Taxithelium rotundatulum ingår i släktet Taxithelium och familjen Sematophyllaceae. Inga underarter finns listade i Catalogue of Life.